# Pseudocephalus formicides
Pseudocephalus formicides é uma espécie de cerambicídeo da tribo Pseudocephalini, com distribuição restrita à Austrália.

## Distribuição
A espécie tem distribuição restrita à Austrália Meridional, na Austrália.